# Liste der Bürgermeister von Göttingen
Die Liste der Bürgermeister von Göttingen stützt sich auf Angaben des Stadtarchivs Göttingen. Die Amtsträger hießen 1809–1813 Maire und 1835–1844 Magistratsdirektor. 1845–1851, 1885–1893 und ab 1902 waren sie Oberbürgermeister. Von 1927 bis 1944 war dem Oberbürgermeister ein zweiter Bürgermeister unterstellt.

## 16. Jahrhundert
| Name                           | Zeit      |
| ------------------------------ | --------- |
| Hans von Dransfeld             | 1535–1538 |
| Ludolf Ruscheplatten           | 1535–1547 |
| Hans von Schehn                | 1539–1541 |
| Herman Witzhusen               | 1541–1543 |
| Antonius Wischemann            | 1547–1555 |
| Hermann Witzhusen              | 1548–1550 |
| Gyseler Schwaneflogel († 1566) | 1550–1560 |
| Hans Kogeln                    | 1557      |
| Antonius Wischemann            | 1557–1565 |
| Marcus Stockeleff              | 1560–1566 |
| Hildebrandt Eluecken           | 1565–1577 |
| Gyseler Schwaneflogel († 1566) | 1565–1566 |
| Jost Heren alias Schaper       | 1567/68   |
| Paul Richelm                   | 1567      |
| Hans Ludolffes                 | 1568–1570 |
| Hanns Ludolffes                | 1572/73   |
| Lodewich Helmoldes             | 1574–1590 |
| Thomas Stramborch              | 1576–1577 |
| Thomas Boden                   | 1577–1583 |
| Tilemann Fresen                | 1584–1591 |
| Ulrich Giseler                 | 1591–1601 |
| Lodewich Helmondes             | 1592–1597 |
| Johann Rumann                  | 1598–1604 |

## 17. Jahrhundert
| Name                                | Zeit      |
| ----------------------------------- | --------- |
| Ludolf Richelm                      | 1601–1605 |
| Conradus Hardegen                   | 1604–1608 |
| Johann Lunde                        | 1605–1607 |
| Ludolf Boden                        | 1608      |
| Keine Angaben für 1609–1610.        |           |
| Ulrich Giseler                      | 1611–1624 |
| Jost Meier (Jobst Meyer)            | 1611–1613 |
| Henrich Rumann                      | 1614–1617 |
| Ludolf Boden                        | 1618–1626 |
| Justus von Dransfeld                | 1626–1627 |
| Gabriel von Schnehen                | 1626/27   |
| Gabriel Heise                       | 1627–1637 |
| Joachim Molthan                     | 1627–1642 |
| Johann Raben                        | 1637–1642 |
| Hans Ludwig Helmoldt                | 1642–1664 |
| Cyriacus Bertholdes (auch Barthold) | 1653–1659 |
| Johann Fetzing                      | 1659–1680 |
| Otto Riepenhausen                   | 1666–1690 |
| Christoph Bachmann                  | 1685–1690 |
| Philipp Pollmann                    | 1691–1725 |

## 18. Jahrhundert
| Name                                  | Zeit      |
| ------------------------------------- | --------- |
| Ernst August Stryckmann               | 1707–1724 |
| Otto Riepenhausen                     | 1718–1750 |
| Georg Friedrich Morrien               | 1724–1763 |
| Georg Ferdinand Friedrich Insinger    | 1737–1759 |
| Johann Friedrich Unger (Arithmetiker) | 1759–1763 |
| Georg Moritz Stock                    | 1763–1807 |
| Michael Lorentz Willig                | 1763–1771 |
| Ernst August Spangenberg              | 1765–1784 |
| Georg Philipp Meyenberg               | 1771–1791 |
| Christian Ludwig Richard              | 1784–1799 |
| Johann Gottlieb Justus Grabenstein    | 1791–1807 |
| Konrad Julius Hieronymus Tuckermann   | 1799–1831 |

## 19. Jahrhundert
| Name                                | Zeit      |
| ----------------------------------- | --------- |
| Johann Friedrich Christoph Hesse    | 1807–1809 |
| Johann Gottlieb Justus Grabenstein  | 1808–1809 |
| Caspar Christian Campen             | 1809–1813 |
| Georg Heinrich Gerhard Campen       | 1811–1813 |
| Johann Friedrich Christoph Hesse    | 1813–1817 |
| Georg Christoph Ernst Ebell         | 1831–1851 |
| Georg Ferdinand Friedrich Insinger  | 1851–1852 |
| Georg Friedrich Morrien             | 1851–1852 |
| Ferdinand Heinrich Ludwig Oesterley | 1852–1858 |
| Adolph Eberhardt                    | 1858–1868 |
| Heinrich Wunderlich                 | 1868–1870 |
| Georg Merkel                        | 1870–1893 |
| Georg Friedrich Calsow              | 1894–1926 |

## Bis 1945
OB = Oberbürgermeister
| Name                           | Zeit      |
| ------------------------------ | --------- |
| Bruno Jung (OB), ab 1937 NSDAP | 1926–1938 |
| Paul Warmbold                  | 1927–1933 |
| Albert Gnade, NSDAP            | 1934–1938 |
| Albert Gnade (OB), NSDAP       | 1938–1945 |
| Franz Claassen                 | 1939–1941 |
| Albert Otto Schwetge           | 1941–1944 |

## Seit 1945
| Name                 | Partei    | Zeit                                    |
| -------------------- | --------- | --------------------------------------- |
| Erich Schmidt        | parteilos | 11. April 1945 bis 2. Januar 1946       |
| Hermann Föge         | FDP       | 3. Januar bis 1. November 1946          |
| Heinrich Düker       | SPD       | 1. November 1946 bis 31. Oktober 1947   |
| Franz Arnholdt       | SPD       | 31. Oktober 1947 bis 12. Dezember 1948  |
| Hermann Föge         | FDP       | 17. Dezember 1948 bis 27. November 1956 |
| Gottfried Jungmichel | FDP       | 27. November 1956 bis 6. Oktober 1966   |
| Walter Leßner        | SPD       | 7. Oktober 1966 bis 23. April 1973      |
| Artur Levi           | SPD       | 23. April 1973 bis 1. November 1981     |
| Joachim Kummer       | CDU       | 1. November 1981 bis 5. Februar 1982    |
| Gerd Rinck           | CDU       | 5. Februar 1982 bis 6. November 1986    |
| Artur Levi           | SPD       | 7. November 1986 bis 30. Oktober 1991   |
| Rainer Kallmann      | SPD       | 1. November 1991 bis 8. Februar 2000    |
| Jürgen Danielowski   | CDU       | 8. Februar 2000 bis 31. Oktober 2006    |
| Wolfgang Meyer       | SPD       | 1. November 2006 bis 31. Oktober 2014   |
| Rolf-Georg Köhler    | SPD       | 1. November 2014 bis 31. Oktober 2021   |
| Petra Broistedt      | SPD       | seit 1. November 2021                   |